# Campeonato de España de Ciclismo en Ruta 1980
El LXXIX Campeonato de España de Ciclismo en Ruta se disputó en Ampuero (Cantabria) el 22 de junio de 1980 sobre 220 kilómetros de recorrido. Pese a que había 102 preinscritos, participaron 91 corredores de los que 61 terminaron el recorrido.
Tras más de cinco horas de carrera, Juan Fernández se impuso al sprint a su compañero de equipo Miguel Mari Lasa, plata, y a Javier Elorriaga, bronce; consiguiendo así su primer y único maillot rojigualda. El sprint final fue muy accidentado: José Luis Viejo agarró a un corredor, provocando una caída multitudinaria. Según la decisión del jurado técnico de la carrera, se sancionó a José Luis Viejo con 2.000 pesetas de multa y se le relegó en la clasificación hasta el último lugar del pelotón del que formaba parte. 

## Clasificación
| \| 1. \| \| Juan Fernández \| Zor Vereco \| 5h 36' 19" \| \| 2. \| \| Miguel Mari Lasa \| Zor Vereco \| m.t. \| \| 3. \| \| Javier Elorriaga \| Flavio-Gios \| m.t. \| \| 4. \| \| Imanol Murga \| Flavio-Gios \| m.t. \| \| 5. \| \| Pedro Torres \| Kelme \| m.t. \| \| 6. \| \| José Luis Blanco \| Henninger-Aquila Rossa \| m.t. \| \| 7. \| (ex aequo) \| Jesús Suárez Cueva y otros 21 ciclistas \| Zor Vereco \| m.t. \| |            |                                         |                        |            |
| 1. |            | Juan Fernández                          | Zor Vereco             | 5h 36' 19" |
| 2. |            | Miguel Mari Lasa                        | Zor Vereco             | m.t.       |
| 3. |            | Javier Elorriaga                        | Flavio-Gios            | m.t.       |
| 4. |            | Imanol Murga                            | Flavio-Gios            | m.t.       |
| 5. |            | Pedro Torres                            | Kelme                  | m.t.       |
| 6. |            | José Luis Blanco                        | Henninger-Aquila Rossa | m.t.       |
| 7. | (ex aequo) | Jesús Suárez Cueva y otros 21 ciclistas | Zor Vereco             | m.t.       |